# Callum Reilly
Callum Anthony Reilly (Warrington, 3 ottobre 1993) è un ex calciatore irlandese, di ruolo centrocampista.

## Carriera

### Club
Ha giocato nella seconda divisione inglese con il Birmingham City.

### Nazionale
Nel 2013 ha esordito con la nazionale Under-21, disputando anche alcune partite di qualificazione agli Europei di categoria del 2015.

## Palmarès

### Club

#### Competizioni nazionali
- Campionato inglese di quarta divisione: 1

Burton: 2014-2015
- National League North: 1

Tamworth: 2023-2024